# Pobuna na brodu Bounty
 Ovo je glavno značenje pojma Pobuna na brodu Bounty. Za druga značenja pogledajte Pobuna na brodu Bounty (razdvojba).
Pobuna na brodu Bounty je bila pobuna na brodu britanske kraljevske mornarice HMS Bountyju dana 28. travnja 1789. godine. Pobunu je predvodio prvi časnik Fletcher Christian protiv zapovjednika, kapetana Williama Bligha. Prema svemu sudeći, mornari su bili privučeni idiličnim životom na pacifičkom otoku Tahitiju i dodatno motivirani oštrim tretmanom kapetana.
Osamnaest pobunjenika je ostavilo kapetana Bligha u malom brodskom čamcu s osamnaest vjernih mornara da plutaju otvorenim morem. Pobunjenici su se potom podijelili i naselili Tahiti ili otok Pitcairn gdje su spalili Bounty kako bi izbjegli otkrivanje i spriječili napuštanje otoka.
Bligh je upravljao 7 metarskim čamcem otvorenim morem tijekom 47 dana zapadno do Timora u nizozemskoj istočnoj Indiji, opremljen samo kvadrantom i džepnim satom, bez karte ili kompasa. Zabilježio je udaljenost od 3618 nautičkih milja (6710 km). Potom se vratio u Veliku Britaniju i prijavio pobunu Admiralitetu 15. ožujka 1790. godine, 2 godine i 11 tjedana nakon dana pobune.
Britanska vlada je poslala brod HMS Pandoru da uhiti pobunjenike. Pandora je 23. ožujka 1791. godine stigla na Tahiti gdje su odmah uhićena četvorica pobunjenika s Bountyja, te još desetorica u roku od nekoliko tjedana. Njih četrnaestorica su bili zatočeni u improviziranoj ćeliji na palubi Pandore. Na povratku Pandora se nasukala na Velikom koraljnom grebenu 29. kolovoza 1791. godine, s gubitkom od 31 člana posade i četiri zatvorenika. Preživjelih deset zatvorenika su na kraju vraćeni u Englesku i osuđeni na pomorskom sudu.
Potomci nekih od pobunjenika, kao što su John Williams i John Adams (Alexander Smith), i Tahićana (npr. Maimiti i Thursday October Christian) još uvijek žive na Pitcairnovom otoku.
Pobuni na brodu Bounty je posvećeno nekoliko knjiga, filmova i popularnih pjesama.